# غونار فوجنر
غونار فوجنر (بالنرويجية البوكمول: Gunnar Fougner)‏ هو مهندس معماري نرويجي، ولد في 5 يناير 1911 في ليلهامر في النرويج، وتوفي في 1995.

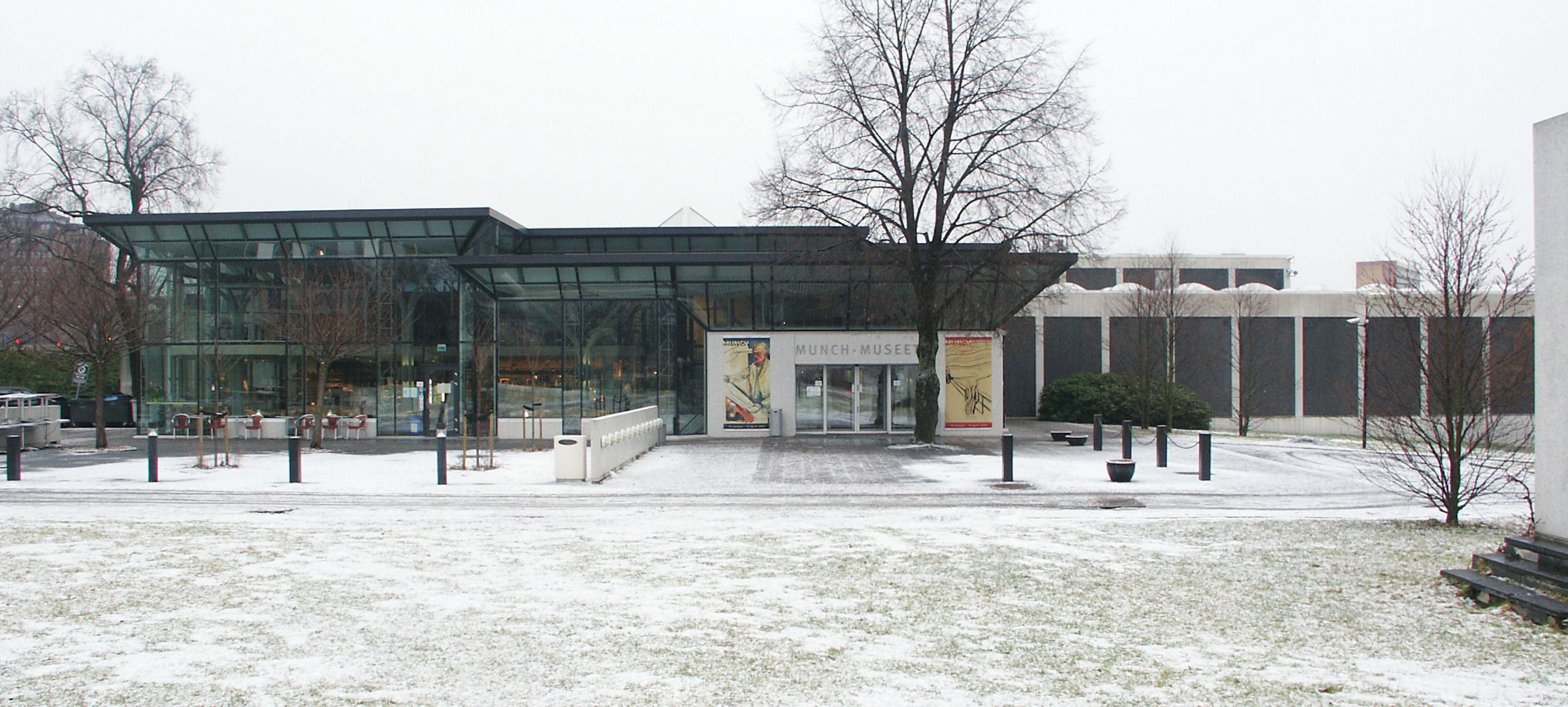
متحف ميونخ في أوسلو، من تصميمه